# Friesland Dairy Foods
Friesland Dairy Foods (FDF) was een grote Noord-Nederlandse zuivelcoöperatie in 1990 ontstaan uit diverse fusies van zuivelbedrijven, en in 1997 opgegaan in Friesland Coberco Dairy Foods. In het voorlaatste jaar 1996 had het concern een jaaromzet van 4,5 miljard gulden en werkten er alleen in Nederland al zo'n 2700 mensen.

## Geschiedenis
Friesland Frico Domo Coöperatie BA, in de volksmond Friesland Frico Domo, is in 1990 ontstaan uit de fusie van de coöperaties Coöperatieve Condensfabriek Friesland (CCF) uit Leeuwarden en Coöperatieve Melkproductenbedrijven Noord-Nederland (Frico/Domo). Deze laatste was in 1983 ontstaan uit de fusie van de Drents/Groningse zuivelcoöperatie DOMO en de Frico.
In 1991 was het bedrijf georganiseerd in zes bedrijfsonderdelen: Kindervoeding, Friesche Vlag, Food Service Europa en Griekenland. Friesland Export, Domo Food Ingredients en Frico Melkprodukten. Het had verder ook deelnemingen in Oost-Europa en Zuidoost-Azië. In 1997 nam het ook een zuivelonderneming in Colombia over om daar een sterkere marktpositie te verwerven.
Begin 1995 is de bedrijfsstructuur aangepast. Zo kwam er een holding onder de naam Friesland Dairy Foods Holding nv. Het bedrijf ging zich op de internationale markt presenteren als Friesland Dairy Foods. De coöperatie Friesland Frico Domo Coöperatie BA bleef bestaan als volledig aandeelhouder van de holding. De directeur-voorzitter was A.A. Olijslager uit Menaldum, die in 1995 werd onderscheiden als Officier in de Orde van Oranje-Nassau.
Sinds begin jaren 1990 had de coöperatie verdere fusieplannen. Dit begon in 1992 met de zuivelcoöperatie Coberco, die in die tijd met ruim 3600 werknemers en een omzet van 3,7 miljard gulden in Nederland zo'n 20% marktaandeel had in de markt voor zuivelproducten. In 1996 waren er juist plannen om de productie van verse zuivel aan Coberco te verkopen.
In 1997 liepen in eerste instantie de fusiebesprekingen met de zuiveltak van Nutricia uit Zoetermeer, dat een omzet had van zo'n drie miljard gulden uit met name ziekenhuis- en babyvoeding. De plannen liepen echter in februari 1997 stuk. Later dat jaar fuseerde Friesland Dairy Foods met Coberco Twee Provinciën en de Zuid-Oost-Hoek tot Friesland Coberco Dairy Foods, het latere Friesland Foods.